# Семёновка (Краснопартизанский район)
Семёновка — село (ныне оставленное) в Краснопартизанском районе Саратовской области, в составе сельского поселения Рукопольское муниципальное образование.
Население — 26 (2010) человек, на 2018 год — полностью оставлено.

## История
Казённое село Семёновка (Тулак), расположенное при реке Челыкле, по левую сторону Новоузенского почтового тракта в 35 верстах от уездного города, упоминается в Списке населённых мест Российской империи по сведениям за 1859 год. Село относилось к Николаевскому уезду Самарской губернии. В селе насчитывалось 359 дворов, проживали 1209 мужчин и 1221 женщина, имелась православная церковь. 
После крестьянской реформы село было отнесено к Клинцовской волости. Согласно Списку населённых мест Самарской губернии по сведениям за 1889 год в Семёновке насчитывалось 563 двора, проживали 4615 жителей (бывшие казённые крестьяне, русские, православные и раскольники). Земельный надел составлял 13 587 десятин удобной и 3456 десятин неудобной земли, имелись церковь, общественная школа, земская станция, 31 ветряная мельница, проводились 2 ярмарки, по воскресеньям работал базар. Согласно переписи 1897 года в селе проживало 4320 человек, из них православных — 4312.
Согласно Списку населённых мест Самарской губернии 1910 года Семёновку населяли бывшие государственные крестьяне, русские, православные, 2595 мужчин и 2610 женщин, в селе имелись церковь, церковно-приходская и министерская двухклассная школа, 17 ветряных мельниц, проводились 2 ярмарки, по воскресеньям — базары.
C 1935 по 1960 год село относилось к Клинцовскому району Саратовской области. В составе Краснопартизанского района — с 1960 года.

## Физико-географическая характеристика
Село находится в Заволжье, на левом берегу реки Малая Чалыкла, на высоте около 70 метров над уровнем моря. Почвы — тёмно-каштановые; в долине Малой Чалыклы — также солонцы луговатые (полугидроморфные) и лугово-каштановые почвы.
Село расположено примерно в 38 км по прямой в юго-восточном направлении от районного центра рабочего посёлка Горный. По автомобильным дорогам расстояние до районного центра составляет 62 км, до областного центра города Саратов — 300 км, до Самары — также около 250 км.
Часовой пояс
Семёновка, как и вся Саратовская область, находится в часовой зоне МСК+1. Смещение применяемого времени относительно UTC составляет +4:00.

## Население
Динамика численности населения по годам:
| Годы      | 1859 | 1889 | 1897 | 1910 | 2002 |
| --------- | ---- | ---- | ---- | ---- | ---- |
| Население | 2430 | 4615 | 4320 | 5205 | 103  |

| 2002 | 2010 |
| ---- | ---- |
| 103  | ↘26  |

Национальный состав
Согласно результатам переписи 2002 года русские составляли 88 % населения села.